# Attichy
 Attichy  es una población y comuna francesa, en la región de Picardía, departamento de Oise, en el distrito de Compiègne. Es el chef-lieu del cantón de Attichy.

## Demografía
| 1317 | 1391 | 1545 | 1616 | 1651 | 1852 |
| Para los censos de 1962 a 1999 la población legal corresponde a la población sin duplicidades (Fuente: INSEE [Consultar]) |      |      |      |      |      |